# Dom Ksawerego Konopackiego w Warszawie
Dom Ksawerego Konopackiego, także pałacyk Ksawerego Konopackiego – zabytkowy budynek znajdujący się w Warszawie przy ul. Strzeleckiej 11/13, w dzielnicy Praga-Północ. Od 2021 roku druga siedziba Domu Kultury „Praga”.

## Opis

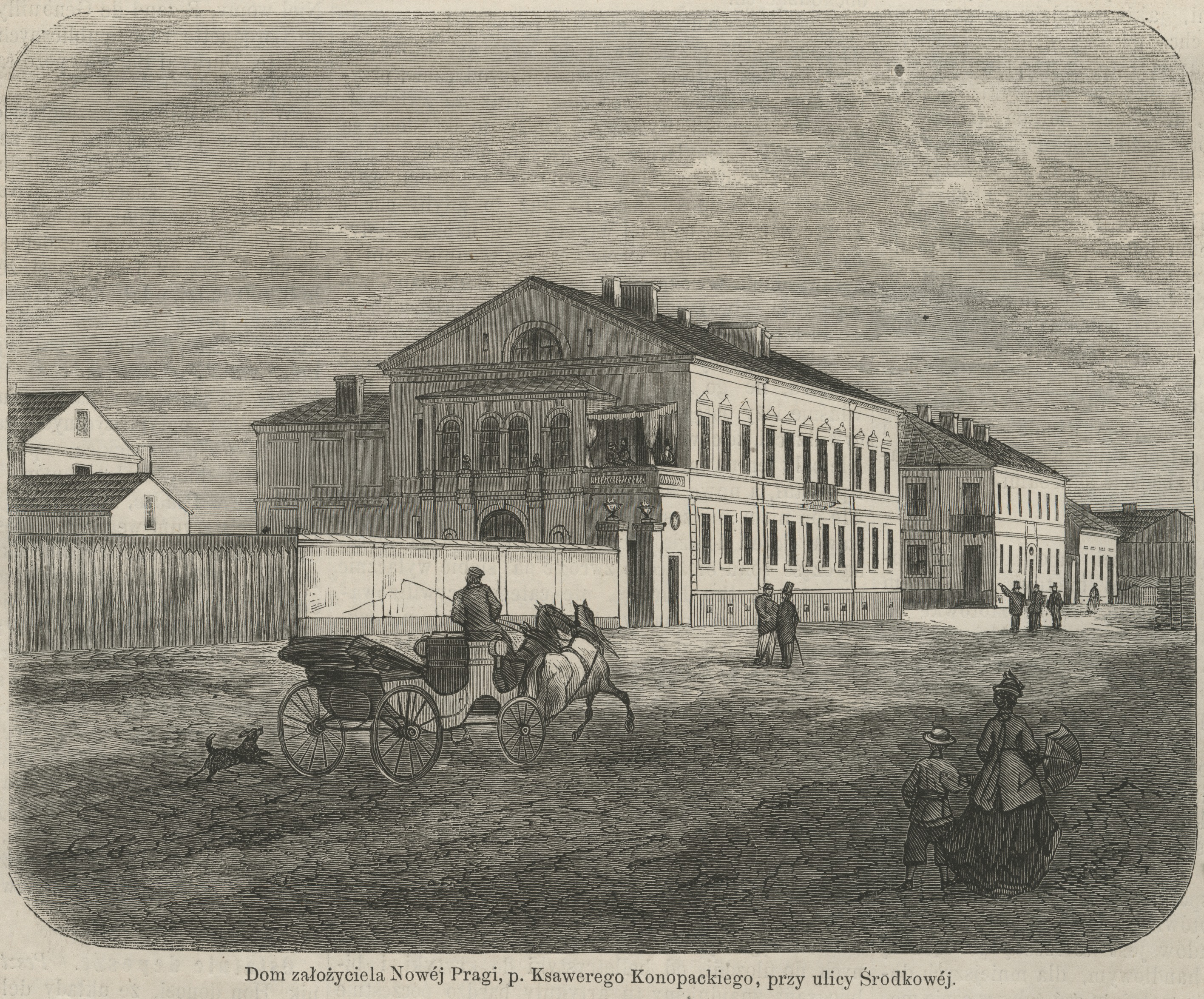
Dom Ksawerego Konopackiego, rycina z „Tygodnika Ilustrowanego” (1867)

Budynek powstał w latach 60 XIX w., na zlecenie właściciela i założyciela Nowej Pragi Ksawerego Konopackiego. Autorem projektu budynku mógł być Aleksander Woyde. Ze względu na okazałą i dekoracyjną formę nazywano go też pałacykiem, choć wnętrza miały charakter normalnego domu mieszkalnego. Konopacki zamieszkiwał w części budynku z rodziną, pozostałe pomieszczenia prawdopodobnie wynajmował.
Dom zbudowany na planie prostokąta, z dodanymi niewielkimi aneksami do elewacji tylnej oraz bocznej elewacji północnej. Ma jedenastoosiową fasadę zwróconą do ul. Środkowej. Pierwotny wystrój elewacji od strony ul. Środkowej i Strzeleckiej przetrwał w dużym stopniu do współczesnych czasów: zachowały się opaski okienne, profilowane gzymsy i dwa żeliwne balkony.
Od 1881 właścicielem budynku był osiadły w Warszawie emerytowany generał rosyjski Agafon Wachwachow, a następnie spółka dwóch żydowskich przedsiębiorców Endelmana i Papiernego. W 1924 cała nieruchomość pomiędzy ulicami: Środkową i Kowelską została zakupiona przez miasto z przeznaczeniem na budowę szkoły powszechnej nr 89 przy ul. Kowelskiej 1 (obecnie LVXXVI LO im. Marszałka Józefa Piłsudskiego).
W maju 2005 pałacyk wraz z otoczeniem został wpisany do rejestru zabytków.
W 2006 grupa radnych dzielnicy Praga-Północ zgłaszała propozycję, aby w pałacyku Konopackiego utworzyć Muzeum Warszawskiej Pragi. Ostatecznie zdecydowano o lokalizacji tego muzeum na ul. Targowej. Rozważano również ulokowanie w pałacyku Muzeum Cudu nad Wisłą i Muzeum Wnętrz Mieszczańskich. W kolejnych latach grupa radnych podejmowała starania, aby powstało tam Muzeum Żołnierzy Wyklętych. Pod inicjatywą tą zebrano 4 tys. podpisów. W budynku po przeciwległej stronie skrzyżowania, przy ul. Strzeleckiej 8, znajdował się pion śledczy NKWD. W piwnicach zachowały się ślady potwierdzające użytkowanie piwnic w latach 1944–1948 na cele więzienne.
Zgodnie z zapisami Zintegrowanego Programu Rewitalizacji m.st. Warszawy w Domu Konopackiego ma znaleźć siedzibę centrum społeczno-kulturalne.
W 2017 budynek od kilkunastu lat stał pusty i znajdował się w fatalnym stanie technicznym. We wrześniu 2017 miasto wybrało wykonawcę generalnego remontu pałacyku. Remont zakończył się pod koniec 2020. Po otwarciu w 2021 budynek został przekazany Domowi Kultury „Praga”.